# Медицина Юнани

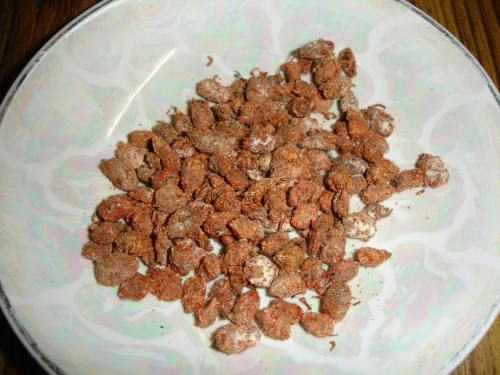
Birbahuti (клещи-краснотелки) используются в медицине Юнани как одно из традиционных средств

Медицина Юнани (урду طب یونانی‎, tibb yūnānī) — персидско-арабская традиционная медицина, применяемая в мусульманской культуре Южной Азии и современной Центральной Азии. Медицина Юнани считается псевдонаучной.
Как и древнегреческая медицина, медицина Юнани основана на представлении о четырёх классических жидкостях: лимфе (балхам), крови (дам), жёлтой желчи (сафра) и чёрной желчи (saudā'), но на неё также повлияли индийские и китайские традиционные системы.
Верховный суд Индии и Индийская медицинская ассоциация считают, что медицинские традиции Юнани, аюрведы и сиддхов являются шарлатанством. Практикующие врачи любой медицинской школы, включая медицину Юнани, имеют право заниматься медицинской практикой в Индии только при условии, если они прошли обучение в квалифицированном медицинском учреждении, зарегистрированы в правительстве и ежегодно указываются в качестве врачей в The Gazette of India . По поводу врачевателей, относящих себя к разным направлениям традиционной медицины, Верховный суд Индии заявил в 2018 году, что «неквалифицированные, неподготовленные шарлатаны представляют большой риск для всего общества и играют с жизнями людей, не имея необходимой подготовки и научного образования в аккредитованных учреждениях».

## История
Медицинская традиция средневекового ислама попала в Индию в XIII веке вместе с образованием Делийского султаната и далее развивалась собственным путём во времена Империи Великих Моголов под влиянием индийских медицинских учений Сушруты и Чараки. Алауддин Халджи (ум. 1316) имел несколько выдающихся врачей (хакимов) при своём дворе. Его монаршее привело к развитию медицины Юнани в Индии, а также к созданию литературы о традиции Юнани.

## Диагностика и лечение

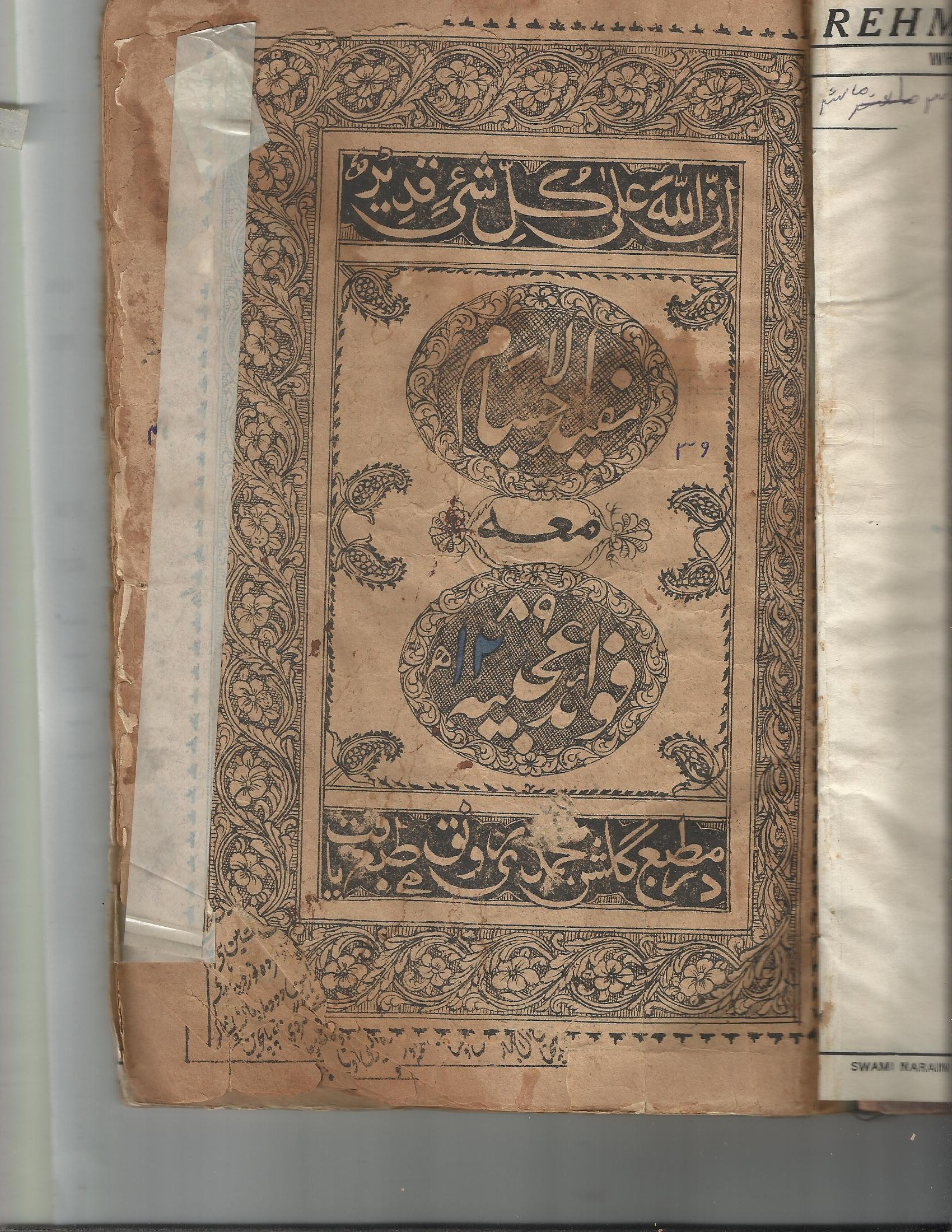
Титульный лист книги по физиологии согласно системе Юнани, на языке урду, напечатанной в году в Индии.

Юнани, как и Аюрведа, основывается на теории присутствия четырёх элементов в организме человека. По мнению последователей медицины Юнани, эти элементы присутствуют в жидкостях, и их баланс приводит к здоровью, а их дисбаланс ведет к болезни.
По словам практикующих традицию Юнани, нарушение Кувват-э-Мудабира-э-Бадан (способность тела поддерживать собственное здоровье) может привести к нарушению нормального равновесия ахлата (физиологических жидкостей) тела. Считается, что аномальные пропорции этих жидкостей приводят к патологическим изменениям тканей на пораженном участке, вызывая клинические проявления болезни. Теория постулирует наличие крови, мокроты, жёлтой и чёрной желчи в организме человека. Уникальное сочетание этих веществ у каждого человека определяет его мизадж (темперамент). Преобладание крови дает сангвинический темперамент; преобладание мокроты делает человека флегматиком; жёлтая желчь делает холериком, а чёрная желчь меланхоликом.
После диагностики заболевания лечение следует по схеме:
- устранения причины
- нормализация соотношения жидкостей
- нормализация тканей / органов.

Есть несколько индийских университетов, посвященных медицине Юнани, в дополнение к университетам, которые обучают традиционной индийской медицинской практике в целом. Степени бакалавра, присуждаемые за завершение программы Юнани, включают бакалавра медицины и хирургии Юнани, бакалавра Юнани-Тиб и хирургии и бакалавра медицины Юнани со степенями современной медицины и хирургии. Небольшое количество университетов предлагают аспирантуру по медицине Юнани.

## Критика и вопросы безопасности
Некоторые лекарства, традиционно используемые в практике Юнани, ядовиты.